# Episodi di Shōgun
La prima stagione della serie televisiva Shōgun, composta da dieci episodi, è stata distribuita da FX e Hulu e in Italia su Disney+ dal 27 febbraio 2024.
| nº | Titolo originale                        | Titolo italiano                               | Prima TV USA     | Pubblicazione Italia |
| -- | --------------------------------------- | --------------------------------------------- | ---------------- | -------------------- |
| 1  | Chapter One: Anjin                      | Capitolo uno: Anjin                           | 27 febbraio 2024 | 27 febbraio 2024     |
| 2  | Chapter Two: Servants of Two Masters    | Capitolo due: Servi di due padroni            | 27 febbraio 2024 | 27 febbraio 2024     |
| 3  | Chapter Three: Tomorrow Is Tomorrow     | Capitolo tre: Domani è un altro giorno        | 5 marzo 2024     | 5 marzo 2024         |
| 4  | Chapter Four: The Eightfold Fence       | Capitolo quattro: Il recinto a otto pareti    | 12 marzo 2024    | 12 marzo 2024        |
| 5  | Chapter Five: Broken to the Fist        | Capitolo cinque: Ammaestrato al pugno         | 19 marzo 2024    | 19 marzo 2024        |
| 6  | Chapter Six: Ladies of the Willow World | Capitolo sei: Le signore del mondo dei salici | 26 marzo 2024    | 26 marzo 2024        |
| 7  | Chapter Seven: A Stick of Time          | Capitolo sette: Un bastoncino di tempo        | 2 aprile 2024    | 2 aprile 2024        |
| 8  | Chapter Eight: The Abyss of Life        | Capitolo otto: L'abisso della vita            | 9 aprile 2024    | 9 aprile 2024        |
| 9  | Chapter Nine: Crimson Sky               | Capitolo nove: Cielo cremisi                  | 16 aprile 2024   | 16 aprile 2024       |
| 10 | Chapter Ten: A Dream of a Dream         | Capitolo dieci: Un sogno dentro un sogno      | 23 aprile 2024   | 23 aprile 2024       |

## Capitolo uno: Anjin
- Titolo originale: Chapter one: Anjin
- Diretto da: Jonathan van Tulleken
- Scritto da: Rachel Kondo e Justin Marks

### Trama
Anno 1600, il Taiko è recentemente morto, lasciando il potere diviso tra cinque reggenti che proteggono l'erede figlio del Taiko al castello di Osaka. La nave commerciale olandese Erasmus è alla deriva da giorni e con il suo equipaggio stremato e decimato arrivano ad Ajiro sulla penisola di Izu, nei domini meridionali di Edo (l'odierna Tokyo); i sopravvissuti, tra cui il pilota inglese John Blackthorne, sono fatti prigionieri dai samurai locali. I commercianti portoghesi e l'ordine dei gesuiti della Chiesa cattolica che da tempo sono in Giappone sono rivali politici e religiosi di Blackthorne protestante. Il sacerdote gesuita locale infatti tenta immediatamente di far giustiziare Blackthorne, sostenendo davanti alle autorità giapponesi che egli sia un pirata. Ma il sovrano del feudo, Kashigi Yabushishige, respinge la richiesta e predispone di utilizzare l'Erasmus e le sue armi a suo beneficio. Viene fatto giustiziare al posto di Blackthorne uno dei membri dell'equipaggio, bollito vivo. Al Castello di Osaka, i quattro reggenti, guidati da Ishido Kazunari, avviano un processo di accusa con conseguente condanna a morte per il quinto reggente, Yoshii Toranaga, accusato di tradimento nei confronti del defunto Taiko (in realtà temono la sua forza) ed è quindi costretto a rimanere nel castello fino a votazione del processo conclusa. A seguito del rapporto di una spia di Toranaga, il generale Toda Hiromatsu, egli viene a conoscenza dell'arrivo della nave di Blackthorne e ordina di farlo condurre a Osaka. Sulla rotta, Blackthorne prende il comando della nave in una tempesta durante la quale il navigatore spagnolo Rodrigues, al servizio dei portoghesi, viene spazzato via in mare, ma viene salvato da Blackthorne e Yabushige. Rodrigues scopre tramite le riviste di bordo, che era riuscito a prendere dall'Erasmus, che Blackthorne non è il pilota di una semplice nave mercantile ma bensì di una missione olandese che cercava di intercettare le rotte segrete tra la colonia portoghese di Macao in Cina e il Giappone. Giunto al Castello di Osaka Blackthorne incontra Toranaga e Mariko, una sua malinconica serva cattolica in grado di parlare la sua lingua sposata con un riluttante e patriarcale samurai.

## Capitolo due: Servi di due padroni
- Titolo originale: Chapter Two: Servants of Two Masters
- Diretto da: Jonathan van Tulleken
- Scritto da: Rachel Kondo e Justin Marks

### Trama
Nel 1598, il Taiko, sul suo letto di morte, attorniato dalla sua corte, chiede di rimanere privatamente con Toranaga e lo informa della sua intenzione di formare un consiglio di reggenti per succedergli, ma avverte che probabilmente si tradurrà in una guerra civile e gli fa promettere di difendere il Giappone e suo figlio. Nel 1600, le riviste confiscate di Blackthorne vengono date ai gesuiti da Rodrigues. Blackthorne incontra Toranaga con Mariko e il sacerdote gesuita Martin Alvito entrambi chiamati come interpreti, ma l'incontro viene interrotto dall'arrivo di Ishido indispettito per la presenza di un barbaro al castello. Toranaga finge disinteresse e fa imprigionare Blackthorne, sperando però di poter usare la sua presenza per seminare divisione tra Ishido e i gli altri reggenti che sono cristiani cattolici. In prigione Blackthorne incontra un frate che lo informa che la nave nera portoghese ha preso grandi profitti dal commercio della seta in Europa usando una base militare segreta a Macao. I reggenti cristiani informano Ishido che voteranno la messa in accusa di Toranaga solo se Blackthorne verrà prima giustiziato. Yabushige convince Ishido che Blackthorne potrebbe essere utile allora con i suoi samurai mettono in scena un finto attacco bandito e salvano Blackthorne dall'esecuzione nel bosco. Al secondo incontro con Toranaga, Blackthorne, grazie all'interpretazione di Mariko, spiega che il Portogallo e la Spagna hanno diviso il mondo tra loro e intendono sostituire tutti i governi non cattolici con i loro. Insospettito, Toranaga non concede il permesso alla Nave Nera portoghese di salpare, essendo egli responsabile della flotta e del commercio dell'impero. Fa quindi ospitare Blackthorne nei suoi alloggi e quella notte uno shinobi tenta di assassinare Blackthorne ma viene ucciso da Toranaga che aveva segretamente e furbescamente scambiato le loro stanze.

## Capitolo tre: Domani è un altro giorno
- Titolo originale: Chapter Three: Tomorrow Is Tomorrow
- Diretto da: Charlotte Brändström
- Scritto da: Shannon Goss

### Trama
Toranaga istruisce Yabushige su come spostare Blackthorne ad Ajiro insieme alla moglie di Toranaga, Kiri. Ferreira, capitano della Nave Nera portoghese, ignora le preoccupazioni dei gesuiti e decide di salpare seppur senza il permesso di Toranaga. Al castello di Osaka Ishido ispeziona la carovana di Yabushige con il pretesto di rendere omaggio ma in realtà controllare che non sia Toranaga a fuggire di nascosto. Blackthorne e Mariko, in un momento di distrazione di Ishido, vedono che Toranaga prende segretamente il posto di Kiri nella sua portantina di legno. Mariko spiega che saranno uccisi se questo viene scoperto, e quando ai cancelli del castello si propone un nuovo controllo Blackthorne crea una distrazione, consentendo loro di lasciare definitivamente Osaka. Gli uomini di Kiyama, uno dei reggenti cattolici, in seguito attaccano la carovana nel bosco nel tentativo di uccidere il protestante Blackthorne e scoprono Toranaga che riesce a fuggire col suo seguito raggiungendo il mare per imbarcarsi sulla sua nave mentre però il marito di Mariko Toda "Buntaro" Hirokatsu rimane indietro e decide di sacrificarsi per bloccare l'inseguimento gettandosi contro i nemici. Il porto è bloccato dagli uomini di Kiyama, e Toranaga allora decide di imbarcarsi sulla Nave Nera, stringendo un accordo con i portoghesi in cambio di un passaggio sicuro verso il mare aperto. Ferreira richiede che Blackthorne sia però lasciato indietro come loro prigioniero. L'inglese non accetta il patto e mettendosi a capo della nave giapponese di Toranaga riesce audacemente a uscire in mare aperto. Una volta al largo Toranaga, vista l'audacia dell'inglese, fa di Blackthorne un hatamoto, uno dei più alti titoli nobiliari, e gli chiede di insegnare ai suoi uomini le tattiche di guerra occidentali formando un nuovo reggimento. A Osaka, Hiromatsu informa i reggenti che Toranaga è fuggito lasciandoli senza un membro per votare sullo stato di accusa.

## Capitolo quattro: Il recinto a otto pareti
- Titolo originale: Chapter Four: The Eightfold Fence
- Diretto da: Frederick E. O. Toye
- Scritto da: Nigel Williams e Emily Yoshida

### Trama
Toranaga giunge ad Ajiro e ispeziona l'esercito di Yabushige per poi ripartire per Edo. Mariko informa Blackthorne, che insiste per rivedere il suo equipaggio e risalire sull'Erasmus, che ormai il suo equipaggio è a Edo e che sia loro che l'Erasmus ora appartengono a Toranaga. Blackthorne riceve una casa, un buono stipendio e Usami Fuji, nipote di Hiromatsu, come sua consorte in cambio di addestrare l'esercito di Yabushige per sei mesi. In una prima dimostrazione Blackthorne mostra come i cannoni, se ben gestiti, possono avere una grande precisione rispetto a quanto conoscono i giapponesi, destando lo stupore di tutti. Il nipote di Yabushige, Kashigi Omi, suggerisce a suo zio che, in assenza di Toranaga, può offrire le armi confiscate dall'Erasmus a Ishido. Il legato di Ishido, Nebara Jozen, giunge ad Ajiro e dice a Yabushige di tornare a Osaka per promettere la sua lealtà ai rimanenti reggenti dopo la fuga di Toranaga. Sapendo che questo probabilmente lo porterà alla morte, Yabushige invita Jozen a rimanere la notte e assistere a una dimostrazione dei cannoni il giorno successivo. A cena, Blackthorne dona a Fuji una delle sue pistole, riavute dall'Erasmus, come segno di gratitudine e lei gli dà le spade del suo defunto padre. Mariko, ormai visibilmente attratta dall'inglese, lo segue nel bosco in una passeggiata notturna, dove chiacchierano amichevolmente raccontandosi a vicenda dei loro paesi di origine. Tornati a casa, quella notte, Mariko si intrufola nella stanza di Blackthorne e fa l'amore dorme con lui, fingendo la mattina dopo che lei e Fuji avessero assunto una cortigiana. Il giorno dopo, durante la dimostrazione, Nagakado prende improvvisamente in mano la situazione e uccide Jozen e il suo seguito con i colpi dei cannoni e con grande disappunto di Yabushige.

## Capitolo cinque: Ammaestrato al pugno
- Titolo originale: Chapter Five: Broken to the Fist
- Diretto da: Frederick E. O. Toye
- Scritto da: Matt Lambert

### Trama
Toranaga torna ad Ajiro con il suo esercito. Sapendo che Nagakado ha ucciso Jozen e i suoi uomini gli toglie il comando del reggimento dei cannoni e lo affida a Omi. Insieme a Toranaga, a sorpresa, fa ritorno Buntaro, creduto morto a Osaka, e gli viene ordinato di trasferirsi nella stessa dimora con Blackthorne e Mariko, tristemente sorpresa di rivederlo vivo. Durante la cena, Blackthorne e Buntaro si sfidano in un'abbuffata di sakè. Un ubriaco Buntaro costringe Mariko a raccontare a Blackthorne di suo padre, Akechi Jinsai, che uccise il predecessore del Taiko credendolo un despota tirannico. Per il tradimento fu costretto a giustiziare tutta la sua famiglia prima di commettere seppuku. Mariko venne risparmiata avendola data preventivamente in sposa a Buntaro. Per questo Mariko aspira solo a poter morire per ricongiungersi alla sua famiglia, ma viene tenuta in vita per ordine del marito Buntaro sul più alto ordine di Toranaga stesso. Più tardi quella notte Mariko viene aggredita e picchiata da Buntaro nella sua stanza e Blackthorne lo affronta fuori in giardino, ma Buntaro depone la spada inginocchiandosi e scusandosi per aver disturbato la sua casa. Quando Blackthorne scopre che il giardiniere Uejiro è stato ucciso per aver disobbedito a un suo banale ordine, Blackthorne, sconvolto, chiede a Toranaga il permesso di lasciare definitivamente il Giappone, ma dopo che un violento terremoto seppellisce Toranaga in una frana, Blackthorne si getta dal monte per salvarlo. Il giorno seguente, Muraji riesce a convincere Yabushige e Omi che il giardiniere era la spia che stavano cercando e che riferiva tutto a Toranaga. In realtà la spia era Muraji stesso. A Osaka, i rimanenti reggenti tentano di decidere chi prenderà il posto di Toranaga nel consiglio, ma Ochiba, madre dell'erede, arriva al castello e si riunisce con suo figlio Yaechiyo prima di dire a Ishido che il consiglio ora ascolterà i suoi ordini.

## Capitolo sei: Le signore del mondo dei salici
- Titolo originale: Chapter Six: Ladies of the Willow World
- Diretto da: Hiromi Kamata
- Scritto da: Maegan Houang

### Trama
Nel 1578, Mariko vive nella casa del signore della guerra Kuroda Nobuhisa. Diventa amica di sua figlia, Ochiba. Successivamente viene data in sposa a un giovane Buntaro senza però comprendere e accettare la decisione del padre dal quale si sente così abbandonata. Nel 1600, Toranaga, a seguito del suo salvataggio, conferisce a Blackthorne il titolo di ammiraglio donandogli un feudo, e la richiesta di lasciare il Giappone viene negata. Toranaga rivela a Mariko che suo padre, Jinsai, voleva che continuasse il suo lavoro di protezione del Giappone come donna e come figlia e per questo l'ha salvata dandola in sposa a Buntaro prima del suo premeditato tradimento. Mariko comprende così il suo scopo e decide di onorare la volontà del padre. Al castello di Osaka, i restanti tre reggenti e le loro famiglie sono stati presi in ostaggio da Ochiba e Ishido, con la pretesa che ci sia un complotto per uccidere l'erede Yaechiyo. Hiromatsu fugge ma deve lasciarsi alle spalle gli altri. Ochiba crede che sia stato Toranaga a pianificare la morte di suo padre, e lei e Ishido offrono a Ito, un influente signore della guerra, un seggio nel consiglio. Sugiyama si rifiuta di accettare Ito nel consiglio e cerca di fuggire da Osaka con la sua famiglia, ma Ishido e i suoi uomini li uccidono tutti. Hiromatsu raggiunge Ajiro e informa Toranaga della situazione a Osaka. Il consiglio di guerra di Toranaga vuole usare il suo piano segreto "Cielo cremisi" per sconfiggere Ishido e che lo vedrebbe unico signore su tutto il Giappone, uno shōgun. Toranaga però si rifiuta, affermando di non ambire al ruolo troppo alto e oneroso. Quando però la notizia della morte di Sugiyama raggiunge Ajiro, Toranaga si rende conto che la situazione è precipitata, la sua accusa inevitabile, e invoca "Cielo crimisi" per proteggere l'erede Yaechiyo, onorare la parola data al Taiko, e limitare il futuro spargimento di sangue.

## Capitolo sette: Un bastoncino di tempo
- Titolo originale: Chapter Seven: A Stick of Time
- Diretto da: Takeshi Fukunaga
- Scritto da: Matt Lambert

### Trama
Nel 1554, un giovane Toranaga ottiene la sua prima vittoria in una battaglia contro il signore della guerra Mizoguchi che commette quindi seppuku ed è proprio il dodicenne Toranaga a doverlo poi decapitare. Nel 1600 Toranaga incontra il suo fratellastro, Saeki Nobutatsu, per discutere i termini dell'alleanza e l'unione dei loro due eserciti per invadere Osaka e attuare Cielo Cremisi. Saeki rivela solo in un secondo momento però che invece gli è stata offerta la quinta reggenza al posto di Sugiyama, e Toranaga deve arrendersi al consiglio di Osaka o affrontare una guerra imminente che sa di non poter combattere da solo. Saeki informa anche Yabushige che il suo generale è stato giustiziato, ponendo fine alla sua possibilità di giocare con successo su entrambe le parti. Buntaro inizia a notare l'interesse tra Mariko e Blackthorne e chiede quindi a Toranaga di poterlo uccidere, ricevendone però un fermo rifiuto. Allora è Mariko a chiedere il permesso di morire ma Toranaga lo nega anche a lei contrariato. Al tramonto Toranaga informa Saeki della sua intenzione di arrendersi dichiarando che non ci sarà più nessun Cielo Cremisi nonostante le proteste di Nagakado e Yabushige. Quella notte Kiku e Nagakado cospirano per uccidere Saeki nella casa da tè di Ajiro. Saeki tenta di fuggire dall'imboscata, ma inciampa nello stagno del giardino e mentre Nagakado deve quindi solo alzare la spada per uccidere Saeki, scivola accidentalmente anche lui e colpisce fatalmente la sua testa su una roccia rimanendo ucciso.

## Capitolo otto: L'abisso della vita
- Titolo originale: Chapter Eight: The Abyss of Life
- Diretto da: Emmanuel Osei-Kuffour
- Scritto da: Shannon Goss

### Trama
Toranaga e il suo esercito si recano a Edo per preparare il funerale di Nagakado e vivere i 49 giorni di lutto che spettano per legge e tradizione. A Osaka, Ishido propone il matrimonio a Ochiba per rafforzare la loro alleanza. Anche a Toranaga il prete Alvito consiglia di allearsi con Ochiba per provare a rovesciare Ishido, ma Toranaga dice al sacerdote di informare Ishido che invece si arrenderà ufficialmente in seguito anche alla morte del figlio che ha ricevuto le onoranze funebri senza però la presenza del padre. Buntaro propone a Mariko una cerimonia del tè, dove l'uomo propone di suicidarsi insieme sia per protestare contro la resa di Toranaga ma anche per concedere alla moglie la tanto desiderata morte, ma Mariko rifiuta dichiarando che il suo desiderio di morte derivava dal suo essere legata a Buntaro e che preferirebbe vivere ma senza di lui. Blackthorne fa visita i suoi ex compagni della ciurma per poter organizzare un ritorno in patria, ma Salamon lo affronta sulle sue decisioni di pilotaggio che li hanno portati in Giappone perdendo tutto. Blackthorne abbandona allora l'idea di ritornare con la sua vecchia ciurma e offre i suoi servizi a Yabushige, che inizialmente rifiuta. Daiyoin, la moglie del defunto Taiko, ha un ictus e implora Ochiba di porre fine alle sue ostilità e rilasciare gli ostaggi prima di morire. I vassalli di Toranaga firmano una lettera formale di resa, ma Hiromatsu, dichiarandosi contrariato, guardando un'ultima volta il caro e vecchio amico Toranaga, commette seppuku. Toranaga rivela poi a Mariko che Hiromatsu si è suicidato in realtà per far credere ai suoi nemici che la sua sconfitta e resa fosse reale ma il realtà non lo è. Yabushige, date le circostanze, accetta i servizi di Blackthorne. Toranaga chiede a Mariko di recarsi a suo nome a Osaka. La mattina dopo, al luogo di riposo di suo figlio, Toranaga ringrazia Nagakado e Hiromatsu e giura di non rendere vano il tempo che con il loro sacrificio e gesto coraggioso gli hanno concesso.

## Capitolo nove: Cielo cremisi
- Titolo originale: Chapter Nine: Crimson Sky
- Diretto da: Frederick E. O. Toye
- Scritto da: Rachel Kondo e Caillin Puente

### Trama
Blackthorne, Mariko e Yabushige arrivano a Osaka per arrendersi a Ishido per conto di Toranaga. Yabushige chiede che Ishido gli risparmi la vita in cambio della sua servitù, ma gli viene negato. Mariko chiede di lasciare la città con la famiglia di Toranaga poiché sono questi gli ordini ricevuti, per poi tornare con Toranaga in persona a Osaka. Ishido non da una risposta definitiva per non lasciar intendere di voler trattenere gli ospiti come ha fatto con gli altri. In questa occasione Mariko rivede dopo anni Ochiba scambiandosi un veloce saluto nostalgico. Successivamente, durante il tentativo di andarsene, Mariko va incontro al blocco delle guardie di Ishido che inizialmente combatte, ma poi sopraffatta e disonorata annuncia che si toglierà la vita al tramonto sotto gli occhi contrariati degli abitanti del castello e degli altri reggenti che iniziano a non approvare la situazione. Ochiba incontra Mariko in segreto insieme a Blackthorne e racconta la loro infanzia insieme nel tentativo di farla arrendere pacificamente senza ricorrere al suicidio, ma lei, incoraggiando piuttosto Ochiba a esercitare il suo potere per porre fine agli scontri di potere, si rifiuta nonostante la supplica anche di Blackthorne che nutre ancora dei sentimenti per lei. Successivamente si confessa con padre Alvito. Gli altri reggenti riferiscono a Ishido che secondo loro è sconveniente che la nobile serva di Toranaga si tolga la vita nel suo castello e chiedendo consiglio a Ochiba essa dichiara che in un modo o nell'altro per Ishido sarà un rischio prendere qualunque decisione e che dovrà scegliere ciò che ritiene il male minore. Mariko si prepara a commettere seppuku, con Blackthorne che accetta di essere il suo secondo, ma Ishido irrompe nella stanza e la ferma, concedendo il permesso di andarsene. Più tardi quella notte, Blackthorne e Mariko trascorrono la notte insieme professando il loro amore. Ishido accetta di risparmiare Yabushige ma a un patto: permette a un esercito di shinobi di infiltrarsi nel castello per uccidere Blackthorne e catturare Mariko, ma Blackthorne impedisce loro di rapire Mariko e tentano di fuggire. Nel caos, Blackthorne, Mariko, Yabushige e le consorti di Toranaga si chiudono in un magazzino, ma dopo che gli shinobi preparano l'esplosivo per distruggere la porta, Mariko si mette intenzionalmente davanti a essa per evitare che l'esplosione raggiunga i suoi compagni e per sfidare Ishido e rimane uccisa.

## Capitolo dieci: Un sogno dentro un sogno
- Chapter Ten: A Dream of a Dream
- Diretto da: Frederick E. O. Toye
- Scritto da: Maegan Houang e Emily Yoshida

### Trama
Blackthorne abbraccia il corpo senza vita di Mariko prendendo il suo ciondolo con la croce mentre Yabushige si rende conto della sua colpa. All'indomani dell'assalto al castello di Osaka, Mariko è sepolta con tutti gli onori cristiani come indicato da una addolorata Ochiba. Toranaga, saputo di Mariko, annuncia di essere intenzionato ad attaccare Osaka. Il Consiglio vota all'unanimità, seppur con riluttanza degli altri reggenti, sospettosi nei confronti di Ishido, di dichiarare guerra a Toranaga che Ishido vuole far passare per il mandante dell'assalto degli shinobi finito in tragedia. Blackthorne lascia Osaka con le consorti di Yabushige e Toranaga, avendo appreso da padre Alvito che Mariko in confessione ha supplicato la Chiesa di risparmiargli la vita. Al suo arrivo ad Ajiro, scoprono che l'Erasmus è stato distrutto e Yabushige viene arrestato mentre gli uomini di Toranaga cacciano spietatamente i sospetti traditori. Toranaga ha saputo che è stato Yabushige a far entrare gli assassini nel castello e dopo aver confessato di aver effettivamente aiutato Ishido, gli viene ordinato di commettere seppuku il giorno successivo e scegliere il suo secondo che trova in Toranaga stesso. Blackthorne si riunisce con Fuji che lo informa che è stata sollevata dai suoi doveri e che le è stato concesso di diventare una monaca. Il giorno dopo, Blackthorne implora Toranaga di risparmiare gli abitanti di Ajiro e minaccia di commettere seppuku davanti a lui, ma Toranaga lo ferma e gli ordina di riparare la sua nave e la costruzione di una flotta di navi. Toranaga in seguito confessa a Yabushige, pronto al seppuku, di aver ordinato lui la distruzione dell'Erasmus per impedire a Blackthorne di lasciare il Giappone, considerandolo ormai ben voluto e parte della sua strategia, e che la morte di Mariko ha contribuito a convincere Ochiba a ritirare il suo sostegno a Ishido in vista della futura battaglia di Sekigahara che farà quindi ritrovare il signore di Osaka senza neanche l'appoggio degli altri reggenti. Yabushige chiede di conoscere il resto del piano strategico, ma dopo che Toranaga si rifiuta di divulgare l'intero suo piano, esegue la sua sentenza e commette seppuku venendo decapitato. Sulla spiaggia, con l'aiuto degli abitanti del villaggio e di un nuovo e determinato Buntaro, Blackthorne inizia gli sforzi per salvare l'Erasmus con Toranaga che osserva da lontano.